# CNN Tonight (Brasil)
CNN Tonight foi um programa de discussões, análises e debates sobre temas em gerais, notícias e questões do debate público, transmitido pela CNN Brasil. O talk show é exibido de segunda a sexta, das 23h20 à 00h10.
O programa contou com a apresentação da advogada Gabriela Prioli, da jornalista Mari Palma e do historiador Leandro Karnal, ainda conta com a arquiteta Rita Wu como colunista de atualidades. O programa era a versão brasileira do programa estadunidense CNN Tonight comandado por Don Lemon.

## Estreia
O programa estreou no dia 13 de julho de 2020. Para a campanha do programa, foi realizada um comercial que demonstra de maneira bem-humorada sobre as ideias de dinâmica do programa.

## Apresentadores
- Leandro Karnal
- Mari Palma
- Gabriela Prioli

Analista
- Rita Wu (Tecnologia)

## Recepção

### Crítica
Na estreia do programa, a crítica especializada colocou-se a comentar sobre o programa. Maurício Stycer, jornalista vinculado ao grupo UOL, anotou suas impressões sobre o programa: "Estreia é sempre difícil, e por isso é preciso dar um desconto. Mas exibir no final da noite um programa gravado, sem um pingo de humor, discutindo temas sérios, sem contrapontos, é um convite ao sono. O "CNN Tonight" precisa melhorar muito."
O jornalista e colunista Chico Barney, do grupo UOL, fez ponderações sobre o programa durante sua estreia: "O excesso de didatismo incomodou em um nível que às vezes parecia algum episódio perdido do Castelo Rá-Tim-Bum [...] São ótimos profissionais envolvidos no projeto e certamente há espaço para melhorar. Mas talvez a estratégia seja mostrar que o polêmico formato do Grande Debate é mesmo um mal necessário, no final das contas."
Rafael Monteiro, do grupo Yahoo!, fez críticas negativas ao programa e explicitou que: "Não houve debate algum. Pelo contrário: o diálogo televisionado dos três apresentadores não conseguiu superar a autorreferência, tornando-se uma longa e cansativa conversa acadêmica sobre a importância do diálogo."